# 隆突额角蛛
隆突额角蛛（学名：Gnathonarium cornigerum）为皿蛛科额角蛛属的动物。在中国大陆，分布于吉林、山东等地。该物种的模式产地在吉林、山东。